# Брезоник
Брезоник је насеље и градска месна заједница Бора у Борском управном округу у Србији.
Брезоник је најсевернија и по површини највећа градска месна заједница Бора. Налази се на путу који повезује Бор са Кривељем, 3 километара удаљен од Бора и 5,5 километара од Кривеља.
Брезоник је данас угрожено насеље због рударских активности, окружено рударским јаловиштима, каменоломом „Кривељски камен" и подземном јамском експлоатацијом.
У насељу се налази румунска православна црква посвећена Светом пророку Илији и Светим мученицима Бранковенима која је освештана 5. јуна 2016. године.

## Историја
У књизи „Црна Река” Маринка Станојевића, наводи се да је Брезоник, поред Церова, један од два кривељска засеока који има 80 кућа и збијеног је типа. Наводи се да је насеље Брезоник настало је исељавањем из Кривеља, јер у њему није било довољно места за ширење села, а назив је добио по истоименој речици која протиче кроз насеље.
Према попису из 1953. Брезоник је имао 33 домаћинстава и 141 становника.
Брезоник је издвајањем од Кривеља и формирањем нове градске месне заједнице постао саставни део Бора.